# Eduard Novák
Eduard Novák (27 de novembro de 1946 - 21 de outubro de 2010) foi um jogador de hóquei no gelo da Checoslováquia, medalha de bronze dos Jogos Olímpicos de Inverno de 1972, e medalha de prata nos Jogos Olímpicos de Inverno de 1976.